# Anna de Boemia (d. 1265)
Anna de Boemia (în cehă Anna Lehnická și Anna Přemyslovna; n. 1201/1204 – d. 26 august 1265) aparținând familiei Přemyslid, a fost ducesă de Silezia prin căsătoria cu ducele Henric al II-lea cel Pios.

## Biografie
Anna fost fiica regelui boem Ottokar I Přemysl și a soției sale Constanța a Ungariei, fiica regelui Bela al III-lea.
După moartea soțului ei în 1241, Anna și-a asumat regența ducatului Sileziei pentru fiul ei minor Boleslav al II-lea.
Pe 8 mai 1242 Anna și fiul ei Boleslav au întemeiat mănăstirea benedictină din Grüssau (Krzeszów), în Silezia Inferioară. Ducesa văduvă a fost, de asemenea, un binefăcător generos al călugărițelor franciscane din Wrocław. În 1256 papa Alexandru al IV-lea le-a scris episcopilor de Wrocław și Lubusz, informându-i că Anna de Boemia a propus construirea unei mănăstiri care să găzduiască o comunitate de călugărițe franciscane, pentru a împlini dorința soțului ei de a fonda o astfel de instituție. În 1257 a început construcția mănăstirii. Anna a făcut multe donații mănăstirii având grijă ca donațiile ei să nu încalce jurământul de sărăcie voluntară făcut de călugărițe. În 1263 bula papală emisă de Papa Urban al IV-lea pentru călugărițele de la Wrocław afirma că Anna de Boemia dorea ca donațiile făcute de ea acestora să fie folosite doar la nevoie. 
Cronica Notæ Monialium Sanctæ Claræ Wratislaviensium o indică pe Anna ca fondatoare a mănăstirii Sf. Clara din Wrocław. Biografia scrisă în prima jumătate a secolului al XIV-lea, susține că Hedviga de Andechs, soacra ei, a fost cea care a influențat cel mai mult viața religioasă a Annei.
Potrivit cronicii Notæ Monialium Sanctæ Claræ Wratislaviensium scrisă de călugărițele franciscane din Wrocław, Anna a murit în 1265 și a fost înmormântată în corul călugărițelor de la Capela Sf. Hedwiga din Mănăstirea Sf. Clara în Wroclaw.

## Căsătorie și descendenți
În 1217 Anna de Boemia s-a căsătorit cu Henric cel Pios, ducele Sileziei și al Poloniei. Din această căsătorie au rezultat cinci fii și cinci fiice:
- Gertruda (1218/1220 – 23/30 aprilie 1247) căsătorită în 1232 cu Boleslav I de Masovia;
- Constanța (1221 – 21 februarie 1257) căsătorită în 1230 cu Cazimir I de Kuyavia;
- Boleslav al II-lea cel Chel (1220/1225 – 25/31 decebrie 1278) duce de Legnica;
- Mieszko (1223/1227 – 1242), din 1241 duce de Lubusz;
- Henric al III-lea cel Alb (1227/1230 – 3 decembrie 1266) din 1248 duce de Silezia;
- Conrad al II-lea (1228/1231 – 6 august 1274) din 1251 duce de Głogów;
- Elisabeta (1232 – 16 ianuarie 1265), căsătorită în 1244 cu Przemysł al Poloniei Mari;
- Agnes (1237 – 27 aprilie 1270), stareță la Mănăstirea Sf. Clara în Trebnitz;
- Vladislav (1237 – 27 aprilie 1270), cancelar al Boemiei (1256), episcop de Bamberg și Passau (1265) și arhiepiscop de Salzburg (1265 – 1270);
- Hedviga (1238/1241 – 3 aprilie 1318), stareță la Mănăstirea Sf. Clara din Wrocław.

După lungi lupte dinastice, fiii mai mici ai Annei și-au revendicat drepturile asupra teritoriilor din Silezia Inferioară. Henric al III-lea, după o împărțire a teritoriilor Sileziei în 1248, a cârmuit ca duce de Silezia la Wrocław, în timp ce Boleslav al II-lea a continuat să guverneze ca duce de Legnica. Din 1251 Conrad a cârmuit ca primul duce de Głogów. Fiul Annei, Vladislav (numit și Ladislaus; 1237–1270) a fost cancelarul regelui Ottokar al II-lea al Boemiei în 1256, apoi a fost ales episcop de Bamberg (1257) și Passau și a devenit arhiepiscop de Salzburg în 1265 dintre fiicele ei. Gertruda a devenit prima soție a lui Boleslav I, ducele Mazoviei, în timp ce Hedviga (c. 1240-1318) a fost stareța mănăstirii Sf. Clara din Wrocław.
Potrivit istoricului Gábor Klaniczay Anna a fost venerată ca sfântă în Polonia, dar nu a fost niciodată canonizată.